# پرچم استان شمالی، سری‌لانکا
پرچم استان شمالی در ۲۲ مه ۱۹۰۷ پذیرفته شد.
این پرچم شباهت زیادی با پرچم کردستان دارد. با این تفاوت که پرچم کردستان افقی و پرچم استان شمالی سری‌لانکا عمودی است و هر دو دارای خورشیدی در وسط هستند.